# Jean Umansky
Jean Umansky (geb. vor 1980) ist ein Tontechniker und Tonmeister.

## Leben
Umansky begann seine Karriere im Filmstab 1980 und war ein gutes Jahrzehnt hauptsächlich an Kurz- und Dokumentarfilmen tätig. Zu seinen frühen Spielfilmarbeiten zählt Maurice Pialats Literaturverfilmung Der Bulle von Paris. In den 1990er Jahren war er unter anderem an den russischen Filmproduktionen Die Sonne, die uns täuscht und Der Barbier von Sibirien beschäftigt. 2002 war er für Die fabelhafte Welt der Amélie zusammen mit Vincent Arnardi und Guillaume Leriche für den Oscar in der Kategorie Bester Ton nominiert, die Auszeichnung ging in diesem Jahr jedoch an den Kriegsfilm Black Hawk Down von Regisseur Ridley Scott. Umansky war zwischen 2002 und 2010 drei Mal für den César nominiert, den er jedoch nicht gewinnen konnte. 2011 wurde er für die kanadische Produktion Die Frau die singt – Incendies mit dem Genie Award ausgezeichnet.

## Filmografie (Auswahl)
- 1985: Der Bulle von Paris (Police)
- 1994: Die Sonne, die uns täuscht (Утомлённые солнцем)
- 1998: Der Barbier von Sibirien (Сибирский цирюльник)
- 2001: Die fabelhafte Welt der Amélie (Le fabuleux destin d’Amélie Poulain)
- 2004: Zwei ungleiche Schwestern (Les sœurs fâchées)
- 2006: Der rosarote Panther (The Pink Panther)
- 2006: The Da Vinci Code – Sakrileg (The Da Vinci Code)
- 2009: Micmacs – Uns gehört Paris! (Micmacs à tire-larigot)
- 2010: Die Frau die singt – Incendies (Incendies)
- 2013: Die Karte meiner Träume (The Young and Prodigious T.S. Spivet)
- 2021: Stillwater – Gegen jeden Verdacht (Stillwater)

## Auszeichnungen (Auswahl)
- 2002: Oscar-Nominierung in der Kategorie Bester Ton für Die fabelhafte Welt der Amélie